# هوندا آكتيف
هوندا اكتيف (بالإنجليزية: Honda Activa)‏ هي دراجة نارية من تصنيع هوندا.